# Stelis malaccensis
Stelis malaccensis là một loài Hymenoptera trong họ Megachilidae. Loài này được Friese mô tả khoa học năm 1914.